# 鼎西里
鼎西里，為台灣高雄市三民區的一個行政區劃，本里現有29鄰，目前有3,357戶，人口7,879人。

## 沿革
- 1945年，於覆鼎金地區劃設鼎西里與鼎金里，當時鼎西里範圍包含現今的鼎中里及鼎泰里，面積1.26平方公里
- 1981年，原鼎西里鼎中路以西劃設為鼎泰里，以東維持鼎西里之名
- 1990年，鼎力路以西劃設為鼎力里，剩餘部分維持鼎西里之名一直延續至今，面積約0.3919平方公里[2]

## 範圍
- 東界與北界: 隔大裕路、鼎金中街、金鼎路、鼎金後路、天祥一路接鼎金里
- 西界: 隔鼎力路接鼎中里
- 南界: 隔明誠一路接本和里、灣成里

## 里內設施
- 高雄市立三民高級中學
- 高雄市政府環境保護局中區資源回收廠回饋設施游泳館
- 高雄聖何宮